# Бокше-Старі
Бокше-Старі (пол. Boksze Stare) — село в Польщі, у гміні Пунськ Сейненського повіту Підляського воєводства.
Населення — 53 особи (2011).
У 1975-1998 роках село належало до Сувальського воєводства.

## Демографія
Демографічна структура станом на 31 березня 2011 року:
|          | Загалом | Допрацездатний вік | Працездатний вік | Постпрацездатний вік |
| -------- | ------- | ------------------ | ---------------- | -------------------- |
| Чоловіки | 25      | 4                  | 15               | 6                    |
| Жінки    | 28      | 3                  | 14               | 11                   |
| Разом    | 53      | 7                  | 29               | 17                   |